# Álex Delgado (beisbolista)
Efrén Alex Delgado (Nacido en Mexicali, Baja California, México, el 11 de enero de 1994), es un lanzador de la Liga Venezolana de Béisbol Profesional (LVBP), para los Leones del Caracas.

## Carrera como beisbolista

### 2011
El 18 de abril de 2011, Efren Delegado es asignado a Diablos Rojos del México de la Liga Mexicana de Béisbol.
19 de julio de 2011, los Diablos Rojos del México ponen a LHP Efren Delegado en la lista de reserva.

### 2013
El 20 de marzo de 2013, Los Diablos Rojos del México activan a Efren Delegado.

### 2014
El 7 de octubre de 2014, Alejandro Delgado es asignado a Águilas de Mexicali de la Liga Mexicana del Pacífico para la temporada 2014-2015.

### 2018
El 6 de mayo de 2018,
Diablos Rojos del México cambian a Alex Delgado a Guerreros de Oaxaca de la Liga Mexicana de Béisbol para la temporada 2018. En la época de verano dividió su desempeño con los Diablos Rojos  con 1 victoria, 3 derrotas y 5.04 de efectividad y los Guerreros de Oaxaca dejando registro de 3 victorias, 3 derrotas, 5.49 de efectividad, sumado 80 ponches en 106 innings recorridos entre ambos y un total de 4 victorias y 6 derrotas..
El 4 de noviembre de 2018, Alex Delgado es asignado a Águilas de Mexicali. Tuvo 15 presentaciones, pero solo seis fueron como abridor. Acumuló 36.1 capítulos, mismos en los que recibió 16 carreras limpias, permitió 34 imparables, regaló 13 boletos y ponchó a 30 para un 3.96 de efectividad

### 2019
El 2 de enero de 2019, los Leones del Caracas de la Liga Venezolana de Béisbol Profesional   firmaron al agente libre Alex Delgado. Para la Temporada 2018-2019. Los Leones del Caracas padecieron a lo extenso de toda la ronda regular de brazos zurdos en su personal de lanzadores.